# 1 Brzeski Pułk Saperów
1 Brzeski Pułk Saperów im. Tadeusza Kościuszki (1 psap, 1 PSap) – współczesna jednostka wojsk inżynieryjnych Wojska Polskiego.

## Historia
Formowanie jednostki 1 Inżynieryjnej Brygady Saperów rozpoczęto 1 kwietnia 1944 r. w miejscowości Lebiedino, koło Sum, na terenie byłego ZSRR.
Prawdziwy chrzest bojowy żołnierze brygady przeszli 2 sierpnia 1944 r. Brygada przystąpiła w rejonie m. Puławy do wykonywania swojego pierwszego zadania bojowego w bezpośrednim kontakcie z nieprzyjacielem zabezpieczając forsowanie rzeki Wisły przez 1 i 2 Dywizję Piechoty.
Ten dzień ustanowiono Świętem Jednostki i od 1994 r. jest uroczyście obchodzony. Rozkazem naczelnego Dowódcy Armii Czerwonej Nr 11 z 19 lutego 1945 r. i D-cy 1 AWP Nr 060 z dniem 26 lutego 1945 r. za wkład w wyzwolenie i rozminowywanie Warszawy Brygada otrzymała miano „Warszawskiej”. Odtąd nosiła nazwę 1 Warszawska Brygada Inżynieryjno-Saperska.
Brygada ubezpieczała walki o Kołobrzeg budując w tym rejonie 4 mosty. Udział w walkach o Kołobrzeg wziął 8 i 9 batalion. 18 marca 1945 r. 8 i 9 batalion saperów za udział w walkach o Kołobrzeg otrzymały miano „Kołobrzeskich”. 19 marca 1945 r. żołnierze Brygady brali udział w „zaślubinach z morzem”.
W kwietniu 1945 r. Brygada rozlokowała się w Gryficach, skąd poprzez Nowogard i Stargard dotarła do Odry.
Od 12 do 14 kwietnia 1945 r. pododdziały brygady prowadziły w rejonie miejscowości Siekierki rozpoznanie rzeki Odry. W czasie rozpoznania przeprowadzono rozminowanie odcinków rzeki i brzegu przewidywanych do forsowania.
Dzień 16 kwietnia dla uczczenia wysiłku polskich saperów stał się „Świętem Wojsk Inżynieryjnych”. Do dzisiaj jest obchodzony jako „Dzień Sapera”.
22 czerwca 1945 r. Brygada przystąpiła do rozminowywania Pomorza i Prus Zachodnich. Prace związane z rozminowaniem były wykonywane na Pomorzu do połowy września 1945 r., później Brygadę skierowano do rozminowywania Górnego Śląska.
W dniach 15-20 listopada Brygada przybyła do miejscowości Lubliniec. Zgodnie z Rozkazem specjalnym nr 24 z dnia 24 grudnia 1945 r. w okresie 16-19 stycznia 1946 r. brygada przegrupowała się do Brzegu. 2 lutego 1946 r. w rocznicę wyzwolenia miasta odbyło się uroczyste przywitanie żołnierzy Brygady przez władze i społeczność Brzegu, zakończone defiladą na rynku. 15 lutego 1946 r. Brygadę przeformowano na 1 Warszawski Pułk Saperów w składzie 3 batalionów saperów.
7 września 1958 r. Brygada na rynku w Brzegu otrzymała nowy sztandar wojskowy. Poprzedni z czasów wojny został przekazany do Muzeum Wojska Polskiego w Warszawie, gdzie jest eksponowany do chwili obecnej. Nowy sztandar według wzoru zgodnego z Ustawą Brygada otrzymała w 50 rocznicę swojego istnienia 20 sierpnia 1994 r.
Od tego dnia jednostka nosi imię Tadeusza Kościuszki oraz miano „BRZESKA”, co jest podkreśleniem trwającej od 1946 r. jej tożsamości z Ziemią Brzeską.
W październiku 2001 r. brygada po ponad pięćdziesięcioletniej służbie w Śląskim Okręgu Wojskowym przeszła w podporządkowanie Dowódcy 2 Korpusu Zmechanizowanego, by wiosną 2004 r. przejść w bezpośrednie podporządkowanie Dowódcy Wojsk Lądowych.
W ciągu ponad 60-letniej historii Brygada, realizowała szereg zadań na potrzeby gospodarki narodowej. W pierwszym okresie powojennym włączyła się w proces odbudowywania i zagospodarowywania kraju. Wykonywała wiele prac gospodarczych na zagospodarowanych Ziemiach Odzyskanych.
Udzielała pomocy w likwidacji skutków klęsk żywiołowych, budując dziesiątki mostów i kładek. Brała udział w wielu akcjach przeciwlodowych i przeciwpowodziowych (w tym powódź tysiąclecia w 1997 r.)

## Tradycje jednostki
1 Brzeski Pułk Saperów im. Tadeusza Kościuszki przejął i kontynuuje tradycje następujących jednostek inżynieryjnych:
- 1 Pułk Inżynieryjny I Korpusu Polskiego (Rosja 1917 –1918)
- 1 Pułk Inżynieryjny Warszawa (1918 –1919)
- 1 pułk saperów Warszawa – Modlin (1921 –1929)
- 1 pułk saperów Modlin (1929 –1939)
- 1 batalion saperów 1 Dywizji Grenadierów (Francja 1939 –1940)

Wszystkie jednostki nosiły imię Tadeusza Kościuszki.

## Zmiany w nazwie i organizacji jednostki
Podczas swej ponad 60-letniej historii Brygada wielokrotnie zmieniała nazwę i wewnętrzną strukturę:
- 1944–1945 – 1 Inżynieryjna Brygada Saperów
- 1945–1946 – 1 Warszawska Brygada Saperów
- 1946–1949 – 1 Warszawski Pułk Pontonowy
- 1949–1967 – 1 Warszawski Zmotoryzowany Pułk Pontonowy
- 1967–1971 – 1 Warszawski Pułk Pontonowy
- 1971–1992 – 1 Warszawska Brygada Saperów
- 1992–1994 – 1 Brygada Saperów
- 1994-2011 – 1 Brzeska Brygada Saperów im. Tadeusza Kościuszki
- Od 1 lipca 2011 – 1 Brzeski Pułk Saperów

Insygnia 1 PSap
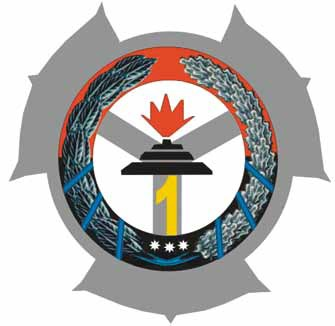
Odznaka pamiątkowa (2011)
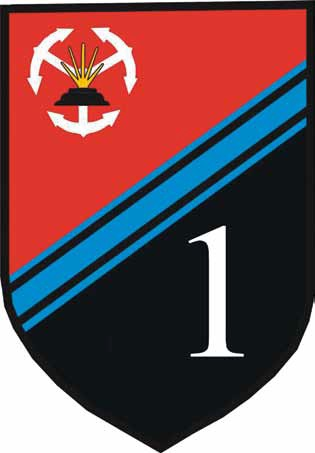
Oznaka rozpoznawcza na mundur wyjściowy (2011)
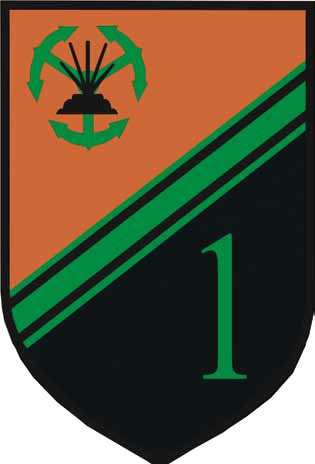
Oznaka rozpoznawcza na mundur polowy (2011)
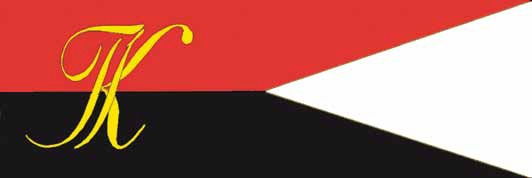
Proporczyk na beret (2011)

## Dowódcy jednostki
- płk Bronisław Lubański (03.05.1944 – 19.03.1947)
- płk Edmund Żarczyński (19.03.1947 – 05.10.1951)
- ppłk Mikołaj Majorow (05.10.1951 – 20.10.1953)
- płk Stanisław Maleńczak (20.10.1953 – 26.02.1957)
- płk dypl. Stanisław Padewski (26.02.1957 – 05.10.1957)
- płk Mikołaj Klecor (05.10.1957 – 30.06.1961)
- płk Aleksander Kabara (30.06.1961 – 29.09.1969)
- płk Jan Tomaszewski (29.09.1969 – 16.09.1970)
- płk Franciszek Gach (6.09.1970 – 21.10.1972)
- płk dypl. Edmund Kubiak (21.10.1972 – 28.11.1973)
- płk Tadeusz Swaryczewski (28.11.1973 – 29.09.1976)
- płk Emil Kamyczek (29.09.1976 – 17.10.1978)
- płk dypl. mgr inż. Jan Polakowski (7.10.1978 – 28.08.1980)
- płk dypl. Wiesław Gwiazdowski (28.08.1980 – 07.07.1986)
- gen. bryg. Józef Rzemień (07.07.1986 – 10.10.1990)
- płk Mieczysław Buczak (10.10.1990 – 24.08.1996)
- gen. bryg. Ryszard Gruszka (24.08.1996 – 30.06.2004)
- płk dypl. Zbigniew Wójt (30.06.2004 – 30.06.2007)
- gen. bryg. Bogusław Bębenek (1.07.2007 – 5.11.2007)
- płk dypl. Daniel Król (6 listopada 2007 – 2011)[2]
- płk dypl. Jan Pajestka (2011 – 08.10.2015)
- płk dypl. Marek Golan (14.10.2015 – 12.2020)
- płk Grzegorz Oskroba (03.2021 – 07.06.2024)
- płk Krzysztof Jaroszek (07.06.2024- nadal)